# 乙沙尔清真寺
乙沙尔清真寺，位于中国青海省化隆县群科镇乙沙二村，为第六批青海省文物保护单位，公布日期为1998年12月22日，类型为古建筑。
乙沙尔清真寺的历史年代为清。